# 波兰国家民主党
国家民主党（波蘭語：  Stronnictwo Demokratyczno-Narodowe,  SDN) 是波蘭一个政党，該黨成立於1897年。国家民主党反對通過武装斗争實現波蘭獨立，該黨主張通過非暴力的手段以及俄羅斯帝國的幫助實現國家獨立，並且反對波兰人全面俄羅斯化和德國化。當時俄羅斯帝國為了報復一月起義，禁止俄佔波蘭內的波蘭人使用波兰语。 該黨反對德意志帝國，而且排擠猶太人。第一次世界大戰期間該黨繼續親俄。俄国二月革命後該黨轉而投靠法國。1919年，波兰重获独立，国家民主党改组为人民民族联盟。